# Vybiti

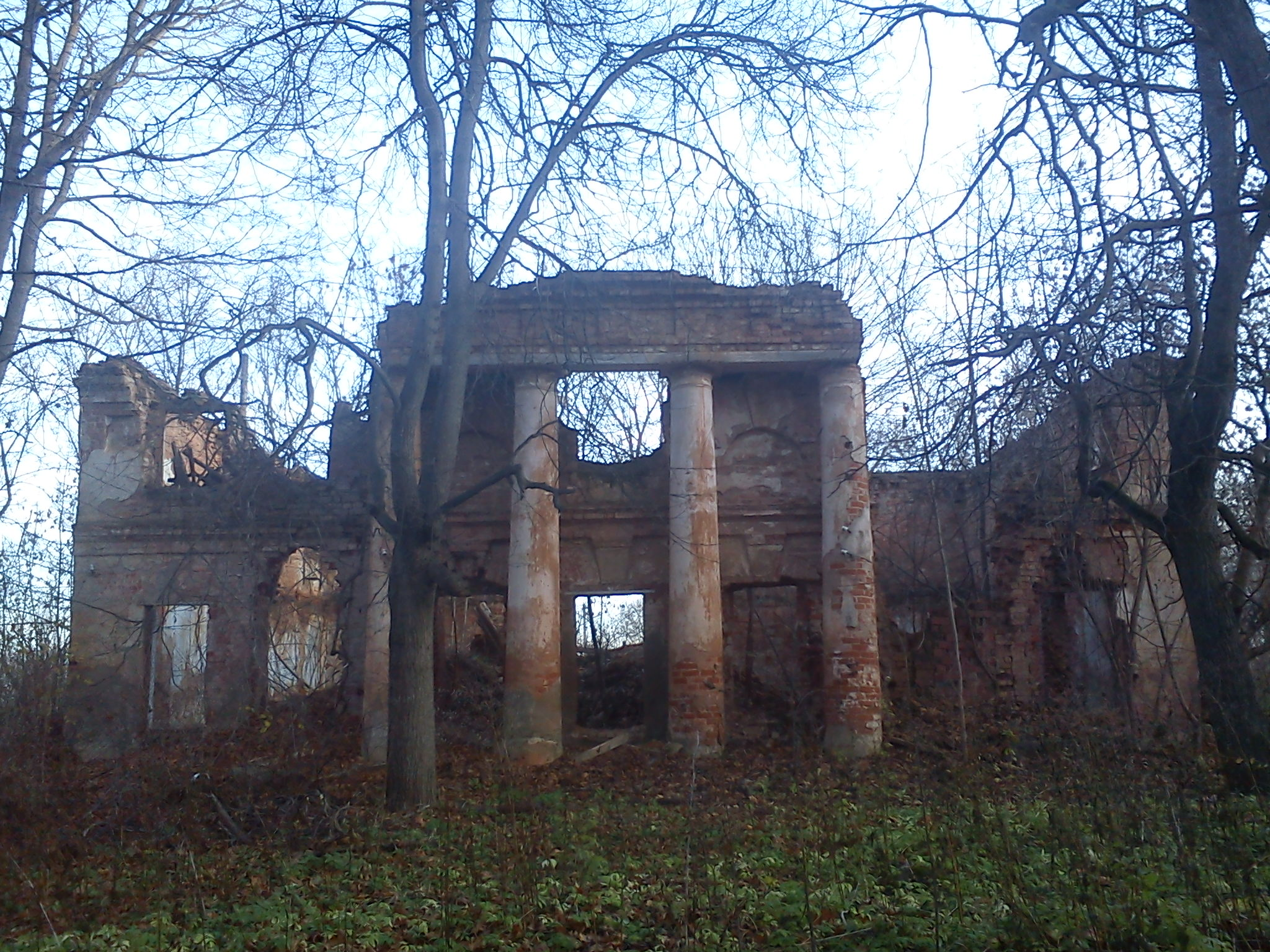
Antica villa dei principi

Vybiti è un villaggio della Russia, situato nell'Oblast' di Novgorod, sulla riva del fiume Kaloška (affluente destro del fiume Šelon'), a 10 chilometri dalla città di Sol'cy.

## Etimologia
Secondo la leggenda locale, il nome del villaggio deriva dal verbo russo выбивать ("battere", "sloggiare") perché qui, in epoca medievale i russi sconfissero in battaglia i cavalieri dell'Ordine Teutonico. I nomi dei villaggi vicini - Úpolzy, Úgoša (il quale adesso è integrato a Vybiti) e Kuk furono ricevuti di maniera uguale. Úpolzy deriva dal verbo russo "уползать" che significa 
"allontanarsi strisciando", il nome Úgošha deriva dal verbo "угощать" - "offrire" in italiano, e Kuk dal verbo russo "куковать" che significa "lamentarsi", "lagnarsi", "piangere", cioè in Úgoša ai nemici li offrivano, in Vybiti li sloggiavano, in Úpolzi loro si allontanavano strisciando ed in Kuk si lamentavano. C'e un'altra versione di origine di questi nomi. Mentre i lituani, di notte, farevano una scorreria su questi luoghi, i nostri combattenti si chiamavano con i suoni di cucco.